# Jean Stephan
Jean Stéphan, né le 28 octobre 1912 à Rennes et fusillé le 13 avril 1942 au Mont-Valérien, est un résistant français.
Il ne doit pas être confondu avec un autre résistant homonyme, Jean Stéphan, né le 13 juin 1912 à Scaër, mort en déportation au camp d'Ellrich le 23 mars 1945.

## Biographie
Sous l'Occupation, il s'engage dans la Résistance. Il rejoint l'Organisation secrète (OS) Francs-tireurs et partisans français et prend part à l’organisation locale du Front national, dont il est le responsable d'un secteur comprenant notamment Neuilly-Plaisance, Noisy-le-Grand et Gagny. Ils réalisent diverses actions de sabotage (incendie de matériel ennemi à Gonesse et à Vincennes en 1941, etc).
Le 21 mars 1942, il est arrêté, alors qu'il quitte l'hôpital de Ville-Évrard où il travaille comme infirmier, et sont découverts sur lui des tracts de la Résistance. Il est alors remis à la Gestapo et fusillé quelques jours plus tard, au Mont-Valérien.

## Décoration
- Médaille de la Résistance française par décret du 25 février 1958[2]

## Hommages
- Avenue Jean-Stéphan, à Neuilly-sur-Marne
- Rue Jean-Stéphan, à Gagny
- Plaque commémorative à l'hôpital de Ville-Évrard, à Neuilly-sur-Marne

## Sources
- Ressources relatives à la vie publique :   - base Léonore
  - Maitron
- « Stéphan (Jean, Fernand) », dans Le Maitron
- Monique Houssin, « Résistantes et résistants en Seine-Saint-Denis: un nom, une rue, une histoire », 2004
- André Roumieux, « Ville-Evrard: Murs, destins et histoire d'un hôpital psychiatrique », éditions L'Harmattan, 2008
- Noëlle Gérôme, « Le deuil en hommage: monuments et plaques commémoratives de la RATP », 1995
- Pierre Maury, « La résistance communiste en France, 1940-1945: mémorial aux martyrs communistes », 2006